# Curtiss XP-60
El Curtiss XP-60 fue un avión de caza monoplano de ala baja, monoplaza, monomotor y estadounidense de los años 40 del Siglo XX, desarrollado por la compañía Curtiss-Wright como sucesor de su P-40. Pasó por una larga serie de versiones de prototipos, evolucionando finalmente hacia un diseño que tenía poca semejanza con el P-40. Ninguna de estas versiones alcanzó la producción.

## Diseño y desarrollo

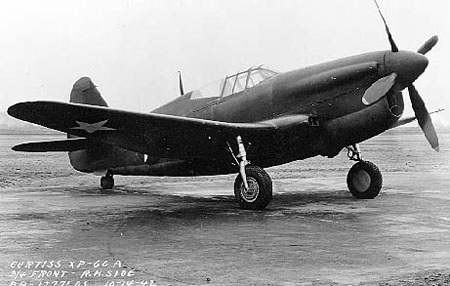
XP-60A con motor V-1710-75.

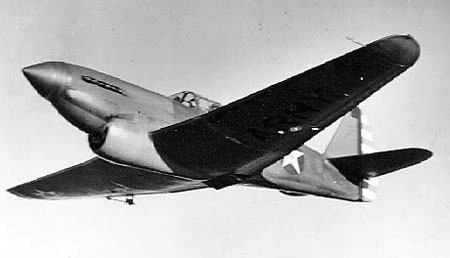
XP-60B en una prueba de vuelo con motor Allison V-1710-75 y un turbocompresor Wright SU-504-1.

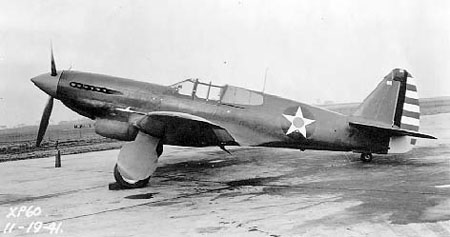
XP-60D con motor Merlin 61.

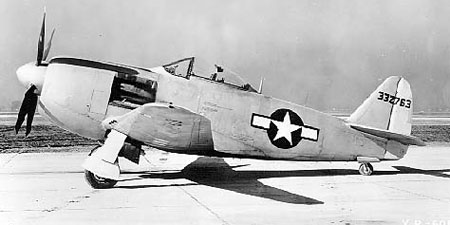
YP-60E con cubierta de burbuja, motor revisado y hélice de cuatro palas.

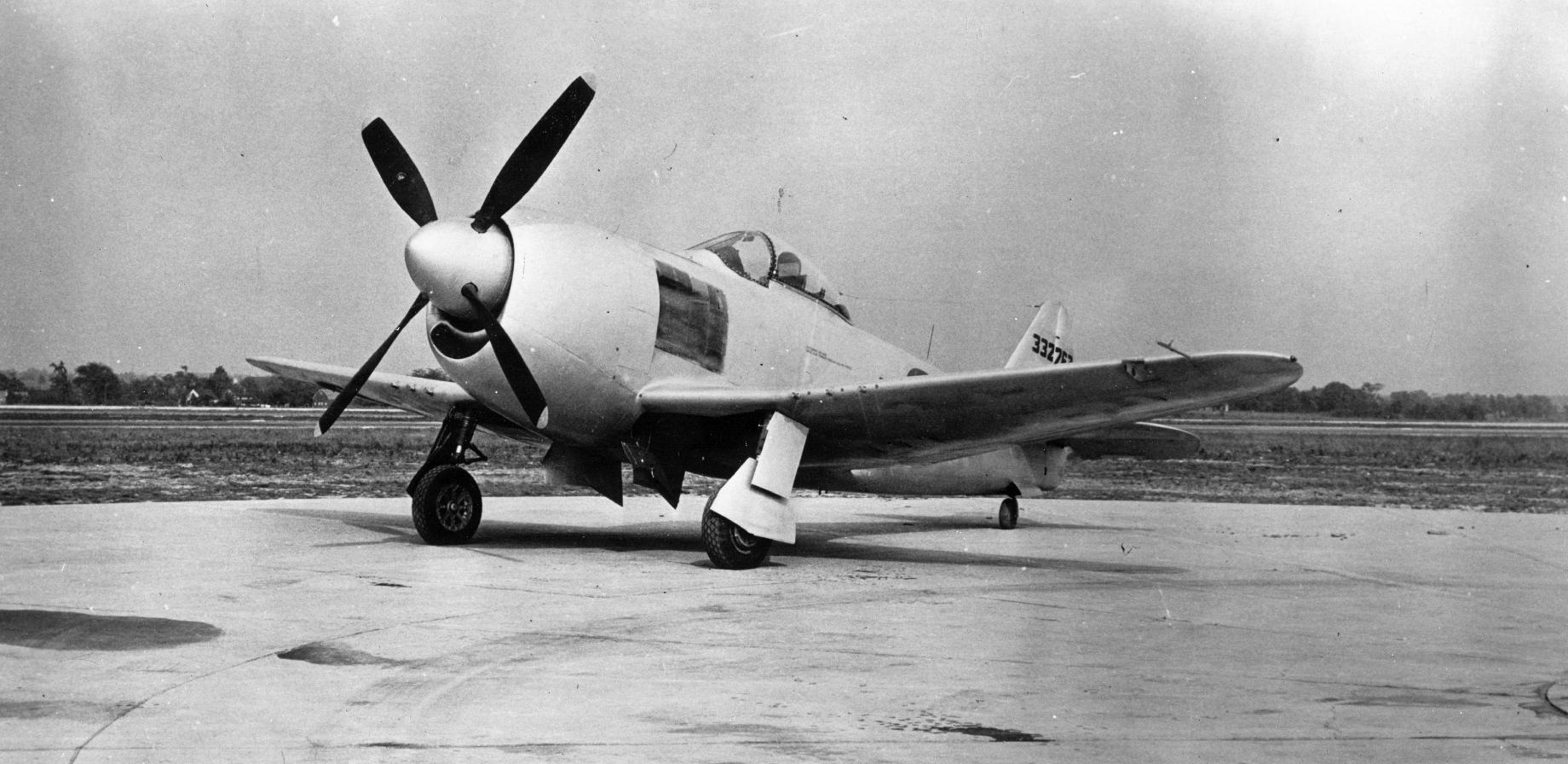
Vista de tres cuartos frontal del YP-60E.

El diseño inicial contenido en las propuestas al Cuerpo Aéreo del Ejército de los Estados Unidos (USAAC) era de un avión basado en el diseño del P-40, pero presentando un ala de flujo laminar de baja resistencia, un motor en V invertida Continental XIV-1430-3, y ocho ametralladoras de 12,7 mm montadas en las alas. Esta propuesta fue aceptada y se emitió un contrato por dos prototipos el 1 de octubre de 1940, siendo designado el avión como XP-53 (Model 88).
A los dos meses, el Cuerpo Aéreo del Ejército modificó el contrato para requerir que el segundo prototipo fuese completado con un motor Rolls-Royce Merlin, en lugar del XIV-1430. El avión fue redesignado XP-60 (Model 90 de la compañía). El diseño del fuselaje del XP-60 fue modificado para el diferente motor, y el tren de aterrizaje principal fue cambiado del diseño del P-40 de retracción hacia atrás a una nueva versión de retracción hacia dentro, que permitía un mayor ancho de vía y una superficie alar suave cuando el tren estuviese retraído. Este avión voló por primera vez el 18 de septiembre de 1941 con un motor Merlin 28 de construcción británica. El prototipo XP-53 fue luego convertido en un fuselaje de pruebas estáticas para el XP-60.
Considerando los retrasos en las entregas de motores Merlin construidos por Packard debidos a su uso por otros cazas, se pensó usar un motor turbosobrealimentado Allison V-1710-75 en su lugar. Consecuentemente, el 31 de octubre de 1941 se concedió un contrato por 1950 cazas P-60A usando el motor Allison. 

## Historia operacional
Mientras tanto, las pruebas de vuelo del prototipo XP-60 no progresaron suavemente. Además de problemas en el tren de aterrizaje, la velocidad máxima esperada no se estaba alcanzando debido a deficiencias en el acabado de la superficie alar de flujo laminar, a la relativamente alta resistencia del radiador (comparada con la del P-51 Mustang, que ya estaba volando), y a prestaciones de salida del motor inferiores a las especificadas. Consecuentemente, los trabajos en el P-60A se detuvieron el 20 de diciembre de 1941, cuando el USAAC recomendó a Curtiss concentrarse en la producción bajo licencia del P-47 Thunderbolt y condujo a la suspensión del contrato de fabricación.
El 2 de enero de 1942, la orden fue cambiada para producir un XP-60A (Model 95A) con el motor Allison V-1710-75 y un turbocompresor General Electric B-14, un XP-60B (Model 95B) con el motor Allison V-1710-75 y un turbosobrealimentador Wright SU-504-1, y un XP-60C (Model 95C) con el enorme motor en V invertida Chrysler XIV-2220 de dieciséis cilindros.
Por la época, la disponibilidad del motor Chrysler estaba siendo cuestionada, y después de que Curtiss se percatara de que serían necesarios varios cientos de libras de plomo en la cola del fuselaje existente como contrapeso, se tomó la decisión de instalar el motor radial Pratt & Whitney R-2800 en el XP-60C. Mientras tanto, Curtiss instaló un motor Merlin 61 en el XP-60 original, y tras alargar la superficie vertical de la cola, este avión fue redesignado XP-60D.
El XP-60A voló por primera vez el 1 de noviembre de 1942. Mientras que el interés oficial en el P-60 se redujo en el verano de 1942, el interés debido a la promesa de prestaciones mejoradas con la instalación del motor R-2800 resultó en un contrato por 500 cazas P-60A-1-CU propulsados por el R-2800 con hélices contrarrotativas. Con la preocupación de que las hélices contrarrotativas no estuvieran disponibles a tiempo, el XP-60B fue modificado para aceptar el motor R-2800-10 propulsando una hélice cuatripala. Esta modificación fue redesignada XP-60E.
El 27 de enero de 1943, el XP-60C voló por primera vez, propulsado por un motor R-2800-53 con hélices contrarrotativas. Se comprobó que las características de vuelo del avión eran, en general, satisfactorias. El primer vuelo del XP-60E con hélice cuatripala fue retrasado hasta el 26 de mayo de 1943 tras encontrarse que, debido a su menor peso, la instalación motora tenía que moverse 10 pulgadas (25,4 cm) hacia delante, comparada con la del XP-60C.
En abril de 1943, las Fuerzas Aéreas del Ejército estadounidense decidieron dirigir una evaluación de los varios aviones de caza en desarrollo y en uso, a fin de eliminar los modelos menos deseables. A Curtiss se le solicitó que participara con el XP-60E. Como no estaba disponible, la compañía preparó apresuradamente el XP-60C para la evaluación en Patterson Field. En el evento, debido a varios problemas, el XP-60C se comportó pobremente, resultando en la reducción del lote de producción de 500 aviones a dos unidades.
En enero de 1944, el XP-60E fue volado a Eglin Field para realizar pruebas oficiales, donde los pilotos de las Fuerzas Aéreas del Ejército encontraron que no se comparaba favorablemente con los diseños de aviones contemporáneos. Cuando Curtiss expresó el deseo de abandonar los trabajos adicionales en la serie P-60, las Fuerzas Aéreas insistieron en la terminación de uno de los dos aviones en producción. El avión, cuando fue ordenado originalmente, fue designado YP-60A-1-CU, y fue redesignado YP-60E. Este avión voló por primera vez el 13 de julio de 1944 y más tarde fue entregado a Wright Field. El YP-60E se diferenciaba principalmente del XP-60E en que estaba equipado por un motor R-2800-18 de 1566 kW (2100 hp), así como que tenía una cubierta de burbuja de visión completa.
Con los contratos de desarrollo cancelados en junio de 1943, el programa finalizó poco honorablemente cuando el último prototipo fue desguazado el 22 de diciembre de 1944. Para reemplazar al P-60, Curtiss construyó en su lugar 354 Republic P-47G para las USAAF. El XP-60E sobrevivió para ser vendido como participante en las Carreras Aéreas Nacionales de 1947, pero se estrelló durante un vuelo de calificación antes de que se celebrase la competición.

## Variantes
XP-53 (Model 88)
Derivado del XP-46 según las especificaciones de la Solicitud de Datos R40-C. Ala de flujo laminar y motor Continental XIV-1430-3. Contratado el 1 de octubre de 1941; cancelado en favor del XP-60 en noviembre de 1941. Un fuselaje de pruebas estáticas construido.
XP-60 (Model 90)
Motor Rolls-Royce Merlin, armamento de 8 ametralladoras de 12,7 mm. Uno construido, primer vuelo el 18 de septiembre de 1941; modificado como XP-60D.
XP-60A (Model 95A)
Motor Allison V-1710-75 con turbosobrealimentador B-14; armamento de seis ametralladoras de 12,7 mm. Uno construido.
P-60A
Planeada versión de producción del XP-60; 1900 ordenados, todos cancelados.
YP-60A-1
Versión de preproducción del P-60A-1 con hélice simple. Veintiséis ordenados; dos construidos, uno reconstruido como YP-60E.
P-60A-1
Planeada versión de producción del XP-60C con motor Pratt & Whitney R-2800-18 y hélices contrarrotativas; armamento: cuatro ametralladoras de 12,7 mm; 500 ordenados, cancelados antes de que se construyera ninguno.
XP-60B (Model 95B)
Motor V-1710-75 con turbosobrealimentador SU-504-2; armamento: seis ametralladoras de 12,7 mm. Uno construido, modificado como XP-60E.
XP-60C (Model 95C)
Planeado para llevar el motor Chrysler XIV-2220, construido con el R-2800-53 y hélices contrarrotativas; armamento: seis ametralladoras de 12,7 mm. Uno construido. Reconstruido como XP-60E; el XP-60E original fue reconstruido como XP-60C.
XP-60D (Model 90B)
XP-60 reconstruido, motor Packard V-1650-3; se estrelló el 6 de mayo de 1943.
XP-60E (Model 95D)
XP-60B reconstruido; motor R-2800-10; estrellado en enero de 1944. El XP-60C fue reconfigurado al estatus XP-60E.
YP-60E
YP-60A-1 modificado con cubierta de burbuja. Primer vuelo el 15 de julio de 1944; cancelado el 22 de diciembre de 1944.
XP-60F
Modificación planeada del YP-60A-1 con modelo diferente de R-2800; cancelada antes de la conversión.

## Operadores
Estados Unidos
- Fuerzas Aéreas del Ejército de los Estados Unidos

## Especificaciones (XP-60C)

### Características generales
- Tripulación: Uno (piloto)
- Longitud: 10,3 m (33,9 ft)
- Envergadura: 12,6 m (41,3 ft)
- Altura: 3,8 m (12,3 ft)
- Superficie alar: 25,6 m² (275,6 ft²)
- Peso vacío: 3945 kg (8694,8 lb)
- Peso cargado: 4892 kg (10 782 lb)
- Planta motriz: 1× motor radial de 18 cilindros en dos filas y refrigeración por aire Pratt & Whitney R-2800-53.
  - Potencia: 1492 kW (2057 HP; 2029 CV)

### Rendimiento
- Velocidad máxima operativa (Vno): 666 km/h (414 MPH; 360 kt)
- Techo de vuelo: 11 600 m (38 058 ft)
- Régimen de ascenso: 19,8 m/s (3898 ft/min)
- Potencia/peso: 300 W/kg (0,19 hp/lb)

### Armamento
- Ametralladoras: 

  - 4x Browning M2 de 12,7 mm

## Aeronaves relacionadas

### Desarrollos relacionados
- Curtiss P-40

### Secuencias de designación
- Secuencia Numérica (interna de Curtiss): ← 85 - 86 - 87 - 88 - 90 - 91 - 92 - 93 - 94 - 95 - 96 - 97 - 98 →
- Secuencia P-_ (Cazas (Pursuit) del USAAC/USAAF/USAF, 1924-1962): ← XP-50 - P-51 - XP-52 - P-53 - XP-54 - XP-55 - XP-56 -- XP-58 - XP-59 - P-59 - P-60 - P-61/C - XP-62 - P-63 →